# Mail Call
Mail Call er en amerikansk sitcom for voksne, der er skabt af R. Lee Ermey for History.